# Thuốc ức chế carbonic anhydrase
Thuốc ức chế carbon anhydrase là một nhóm các thuốc ức chế hoạt động của carbon anhydrase. Sử dụng trên lâm sàng trong chống tăng nhãn áp, thuốc lợi tiểu, chống động kinh, say độ cao, loét dạ dày và tá tràng, tăng áp lực nội sọ tự phát, rối loạn thần kinh, hay loãng xương.

## Chỉ định
Thuốc ức chế carbon anhydrase chủ yếu được sử dụng để điều trị bệnh glocom. Thuốc cũng có thể được sử dụng để điều trị động kinh và say độ cao cấp tính. Nhở khả năng tăng hòa tan và bài tiết axit uric, thuốc có thể được sử dụng trong điều trị bệnh gout.

### Glocom
Để giảm nhãn áp (IOP), acetazolamide làm bấth hoạt carbon anhydrase và cản trở bơm natri từ đó làm giảm hình thành thủy dịch và do đó làm giảm nhãn áp. Tác dụng toàn thân bao gồm tăng mất natri, kali và nước trong nước tiểu là tác dụng thứ phát của thuốc trên ống thận, nơi các thành phần của lọc máu được tái hấp thụ tại thận. Khí máu Động mạch có thể thấy toan chuyển hóa tăng nhẹ clo máu.

### Thuốc lợi tiểu
Một số thuốc lợi tiểu ức chế hoạt động của carbon anhydrase ở ống lượn gần và ngăn tái hấp thu bicarbonates từ ống thận, gây ra lợi tiểu thẩm thấu. Acetazolamide là ví dụ của thuốc ức chế carbon anhydrase. Các ví dụ khác là;
- Dorzolamide
- Methazolamide
- Brinzolamide
- dichlorphenamide

### Động kinh
Acetazolamide có hiệu quả trong việc điều trị hầu hết các loại cơn động kinh, bao gồm cả động kinh co cứng co giật toàn thể, động kinh cục bộ và đặc biệt là động kinh cơn vắng ý thức, mặc dù nó được sử dụng giới hạn ích do quen thuốc khi sử dụng lâu dài. Loại thuốc này đôi khi được sử dụng để ngăn một động kinh kinh ở động kinh liên quan đến chu kỳ kinh nguyệt.